# Zibo
Zibo (chinois : 淄博 ; pinyin : Zībó) est une ville du centre de la province du Shandong en Chine. Elle a été constituée en 1949 par la fusion de Zichuan et Boshan (son nom est formé de la première syllabe de ces deux villes). En 1954 elle a accueilli Zhangdian qui est devenue depuis son centre administratif. Elle est jumelée avec La Roche-sur-Yon en France.

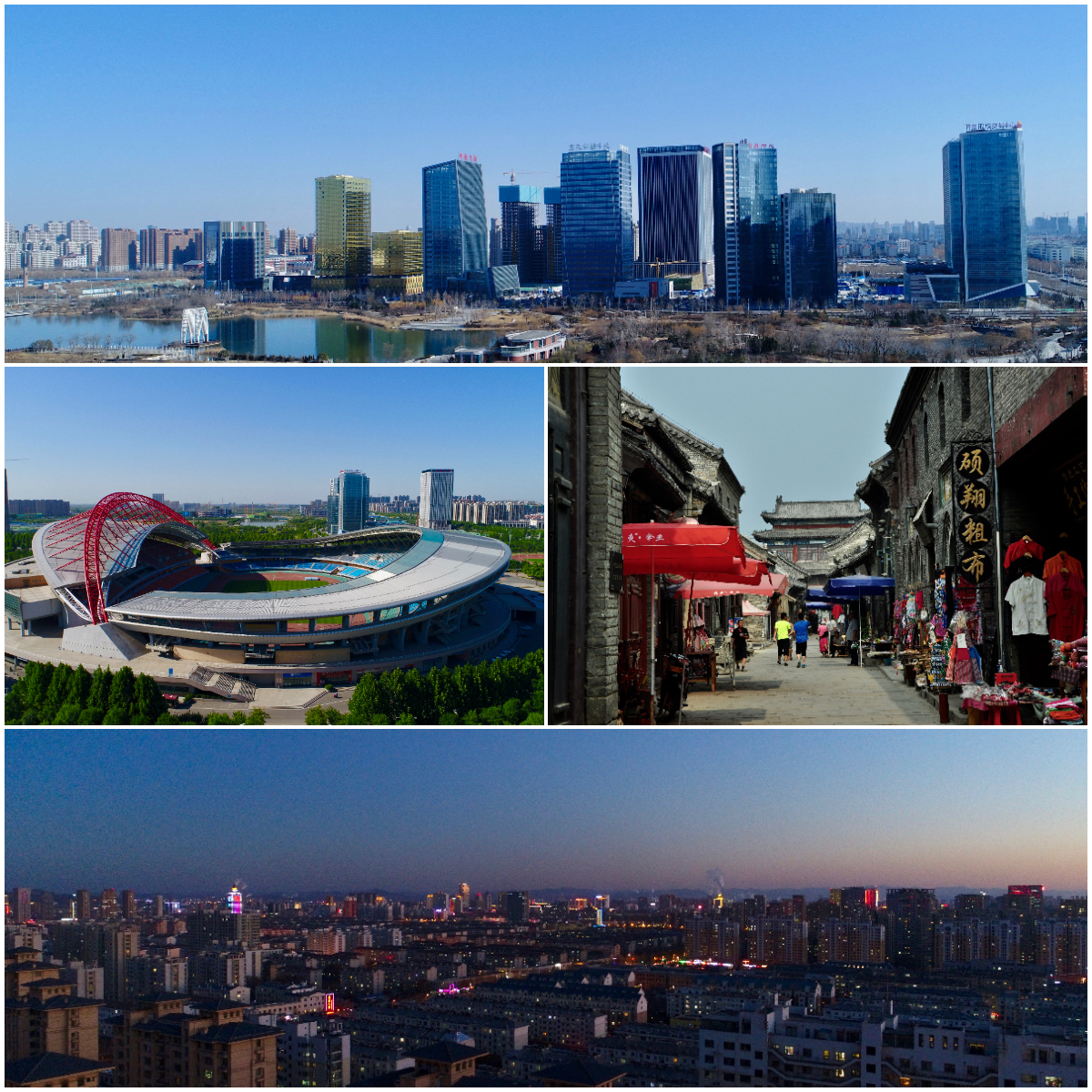
En haut dans le sens des aiguilles d'une montre : la nouvelle zone CBD de Zibo, l'ancienne ville commerciale de Zhoucun, le centre-ville du district de Zhangdian, le stade du centre sportif de Zibo

## Économie
C'est la première agglomération du Shandong et un puissant pôle industriel basé sur l'exploitation du charbon et sur le raffinage du pétrole de Bohai. On y trouve de nombreuses industries mécaniques, carbochimie, caoutchouc synthétique, papier, plastique.
Elle abrite également, un pôle universitaire, l'Institut de technologie du Shandong
En 2005, le PIB total a été de 143,1 milliards de yuans, et le PIB par habitant de 32 533 yuans.

## Subdivisions administratives
La ville-préfecture de Zibo exerce sa juridiction sur huit subdivisions - cinq districts et trois xian :
- le district de Zhangdian - 张店区 Zhāngdiàn Qū[3] ;
- le district de Linzi - 临淄区 Línzī Qū ;
- le district de Zichuan - 淄川区 Zīchuān Qū ;
- le district de Boshan - 博山区 Bóshān Qū ;
- le district de Zhoucun - 周村区 Zhōucūn Qū ;
- le xian de Huantai - 桓台县 Huántái Xiàn ;
- le xian de Gaoqing - 高青县 Gāoqīng Xiàn ;
- le xian de Yiyuan - 沂源县 Yíyuán Xiàn.

## Jumelages
- La Roche-sur-Yon (France) depuis 1991